# Изрисувана жаба
Изрисуваните жаби (Discoglossus pictus) са вид земноводни от семейство Discoglossidae.
Срещат се в Северозападна Африка.
Таксонът е описан за пръв път от швейцарския естественик Карл Адолф От през 1837 година.